# La Vie selon Agfa
Pour plus de détails, voir Fiche technique et Distribution.
La Vie selon Agfa (החיים על פי אגפא, Ha-Chayim Al-Pi Agfa) est un film israélien réalisé par Assi Dayan, sorti en 1992.

## Synopsis
Daliah, une femme dans la quarantaine, possède un pub, le Barbie, à Tel Aviv.

## Fiche technique
- Titre : La Vie selon Agfa
- Titre original : החיים על פי אגפא (Ha-Chayim Al-Pi Agfa)
- Réalisation : Assi Dayan
- Scénario : Assi Dayan
- Musique : Naftali Alter et Danny Litani
- Photographie : Yoav Kosh
- Montage : Zohar M. Sela
- Production : Assaf Amir, Rafi Bukai et Yoram Kislev
- Société de production : Mecklberg Media Group et Moviez Entertainment
- Société de distribution : Margo Films (France)
- Pays de production :  Israël
- Genre : Drame
- Durée : 100 minutes
- Dates de sortie : 
  - Israël : 1992
  - France : 13 avril 1994

## Distribution
- Gila Almagor : Daliah
- Akram Tillawi : Samir
- Smadar Kilchinsky : Daniela
- Tsipor Aizen : Nava
- Sharon Alexander : Nimi
- Irit Alter : Nira Shmeger
- Shmil Ben Ari : Levi
- Nirit Chen : Adi Shmeger
- Reuven Dayan : Mahmud
- Yoav Dekelbaum : Ralph
- Avital Dicker : Ricky
- Amnon Fisher : Shimi
- Irit Frank : Liora
- Haim Hova : Itzik
- Ezra Kafri : Eli
- Uri Klauzner : Moshe
- Danny Litani : Czerniak
- Tali Minkov : Yarden
- Barak Negbi : Sammy
- Rivka Neuman : Malka
- Shuli Rand : Benny
- Tami Ruth : Sali
- Doron Spector : Bit
- Eric Storch : John
- Shlomo Tarshish : Rami
- Nachi Wolberg : Karish

## Distinctions
Le film a été présenté en sélection officielle en compétition lors de Berlinale 1993.